# Gunilde di Danimarca
Gunilde di Danimarca (1020 circa – 18 luglio 1038) è stata regina dei Romani come moglie di Enrico III.

## Biografia
Gunilde era una figlia di Canuto il Grande, re d'Inghilterra, Danimarca e Norvegia, e di Emma di Normandia; suoi nonni materni erano il duca Riccardo I di Normandia e la seconda moglie, Gunnora. Suo fratello era Canuto l'Ardito; Svein di Norvegia era suo fratellastro per parte di padre, così come Aroldo I d'Inghilterra (figli, questi ultimi, di Ælfgifu di Northampton, prima moglie di Canuto). Per parte di madre era invece sorellastra di Alfred Aetheling e di Edoardo il Confessore.
Nel 1036 Gunilde sposò Enrico III, re dei Romani; egli era il figlio ed erede di Corrado II il Salico e di Gisella di Svevia. 
Il suo matrimonio fu una parte di un accordo tra il padre Canuto e il suocero Corrado, stipulato prima del 1035, per il mantenimento della pace sui confini nell'area di Kiel.
Nel 1038 Corrado II venne chiamato ad intervenire in una disputa territoriale tra Guaimario IV di Salerno e Pandolfo IV di Capua e si recò nell'Italia meridionale in supporto di Guaimario; la vittoria riportata riuscì a guadagnare la fedeltà del Mezzogiorno all'Impero. Anche Enrico III e Gunilde seguirono l'Imperatore in questa campagna.
Sulla strada del ritorno in Germania un'epidemia scoppiò tra le file delle truppe imperiali e Gunilde fu una delle vittime della malattia. Venne seppellita nell'abbazia di Limburg. Non diventò mai imperatrice in quanto morì prima che il marito succedesse al padre nella carica di imperatore dei Romani.

## Matrimonio e discendenza
Gunilde ed Enrico ebbero una sola figlia:
- Beatrice (1037 – 13 luglio 1061), badessa delle abbazie di Quedlinburg e Gandersheim.

## Ascendenza
|                         |                          |                        | Genitori               |  |  | Nonni |  |  | Bisnonni              |  |  | Trisnonni       |  |
|                         |                          |                        |                        |  |  |       |  |  | Aroldo I di Danimarca |  |  | Gorm il Vecchio |  |
|                         |                          |                        |                        |  |  |       |  |  | Aroldo I di Danimarca |  |  | Gorm il Vecchio |  |
|                         |                          | Thyra                  |                        |  |  |       |  |  | Aroldo I di Danimarca |  |  |                 |  |
| Sweyn I di Danimarca    |                          |                        |                        |  |  |       |  |  | Aroldo I di Danimarca |  |  |                 |  |
|                         |                          | Gyrid di Svezia        | Olof (II) Björnsson    |  |  |       |  |  |                       |  |  |                 |  |
|                         |                          | Gyrid di Svezia        | Olof (II) Björnsson    |  |  |       |  |  |                       |  |  |                 |  |
|                         |                          | Gyrid di Svezia        | Ingeborg Thrandsdotter |  |  |       |  |  |                       |  |  |                 |  |
| Canuto I d'Inghilterra  |                          | Gyrid di Svezia        |                        |  |  |       |  |  |                       |  |  |                 |  |
|                         |                          | Miecislao I di Polonia | Siemomysł              |  |  |       |  |  |                       |  |  |                 |  |
|                         |                          | Miecislao I di Polonia | Siemomysł              |  |  |       |  |  |                       |  |  |                 |  |
|                         |                          | Miecislao I di Polonia | Gorka (forse)          |  |  |       |  |  |                       |  |  |                 |  |
| Sigrid la Superba       |                          | Miecislao I di Polonia |                        |  |  |       |  |  |                       |  |  |                 |  |
|                         |                          | Dubrawka               | Boleslao I di Boemia   |  |  |       |  |  |                       |  |  |                 |  |
|                         |                          | Dubrawka               | Boleslao I di Boemia   |  |  |       |  |  |                       |  |  |                 |  |
|                         |                          | Dubrawka               | Biagota                |  |  |       |  |  |                       |  |  |                 |  |
| Gunilde di Danimarca    |                          | Dubrawka               |                        |  |  |       |  |  |                       |  |  |                 |  |
|                         | Guglielmo I di Normandia | Rollone                |                        |  |  |       |  |  |                       |  |  |                 |  |
|                         | Guglielmo I di Normandia | Rollone                |                        |  |  |       |  |  |                       |  |  |                 |  |
|                         | Guglielmo I di Normandia | Poppa di Bayeux        |                        |  |  |       |  |  |                       |  |  |                 |  |
| Riccardo I di Normandia | Guglielmo I di Normandia |                        |                        |  |  |       |  |  |                       |  |  |                 |  |
|                         |                          | Sprota                 | …                      |  |  |       |  |  |                       |  |  |                 |  |
|                         |                          | Sprota                 | …                      |  |  |       |  |  |                       |  |  |                 |  |
|                         |                          | Sprota                 | …                      |  |  |       |  |  |                       |  |  |                 |  |
| Emma di Normandia       |                          | Sprota                 |                        |  |  |       |  |  |                       |  |  |                 |  |
|                         |                          | …                      | …                      |  |  |       |  |  |                       |  |  |                 |  |
|                         |                          | …                      | …                      |  |  |       |  |  |                       |  |  |                 |  |
|                         |                          | …                      | …                      |  |  |       |  |  |                       |  |  |                 |  |
| Gunnora di Normandia    |                          | …                      |                        |  |  |       |  |  |                       |  |  |                 |  |
|                         |                          | …                      | …                      |  |  |       |  |  |                       |  |  |                 |  |
|                         |                          | …                      | …                      |  |  |       |  |  |                       |  |  |                 |  |
|                         |                          | …                      | …                      |  |  |       |  |  |                       |  |  |                 |  |
|                         |                          | …                      |                        |  |  |       |  |  |                       |  |  |                 |  |